# 김건우 (2011년)
김건우(金虔右, 2011년 7월 13일 ~ )는 대한민국의 배우, 모델이다.

## 출연

### 방송

#### 드라마
- 2017년 MBC 《당신은 너무합니다》- 어린 경수 역 (강태오 아역)
- 2018년 MBC 《내 뒤에 테리우스》 - 차준수 역
- 2019년 MBC 《어쩌다 발견한 하루》 - 어린 백경 역 (이재욱 아역)
- 2020년 MBC 《더 게임: 0시를 향하여》 - 어린 김태평 역 (옥택연 아역)
- 2021년 SBS 《날아라 개천용》 - 김영준 역
- 2021년 OCN 《경이로운 소문》 - 어린 소문 역 (조병규 아역)
- 2022년 TVN 《블라인드》 - 소년13 어린 정윤재 역 (박지빈 아역)
- 2023년 TVN 《경이로운 소문 2: 카운터 펀치》 - 어린 소문 역 (조병규 아역)
- 2025년 TVN《원경》- 양녕대군 역

### 영화
- 2019년 《오만》 - 어린 박현우 역 (지일주 아역)
- 2021년 《싱크홀》 - 박수찬 역
- 2021년 《오늘의 초능력》 (단편 영화) - 왕자 역
- 2022년 《심장소리》 (단편 영화) - 철이 역
- 2023년 《장기자랑》 (단편 영화) - 연후 역

## 수상
- 2018년 MBC 연기대상 남자 청소년 아역상 (내 뒤에 테리우스)[1]